# Cappella di Santa Maria Formosa
La cappella di Santa Maria Formosa o di Santa Maria del Canneto (Kapelica sv. Marije Formoze in croato) è un edificio di culto cattolico situato nella città croata di Pola. Un tempo parte di un grande complesso abbaziale poi demolito, è uno dei principali monumenti paleocristiani e bizantini presenti in Istria.

## Storia
L'edificio è stato costruito nel VI secolo, sicuramente prima del 546, con una forma architettonica di croce greca ispirandosi alle analoghe chiese realizzate a Ravenna. La sua costruzione fu voluta dal diacono Massimiliano, che poi diventò arcivescovo di Ravenna. La cappella faceva parte del complesso dell'abbazia benedettina di Santa Maria del Canneto andata distrutta alla metà del XIII secolo, probabilmente durante la conquista veneziana della città, e di cui rimangono i resti nell'area antistante la cappella, all'abbazia dipendeva il monastero benedettino di Sant'Andrea sullo Scoglio Sant'Andrea, che venne demolito nel XVI secolo. Nel 1605 i veneziani decisero di spostare alcune opere d'arte e quattro colonne di alabastro orientale dalla cappella di Santa Maria Formosa alla basilica di San Marco.

## Descrizione
L'edificio fu concepito secondo i canoni dell'architettura bizantina in voga a Ravenna. Al contrario dei mattoni venne impiegata la pietra.
I pavimenti e i muri sono decorati con mosaici del VI secolo, decorazioni che furono ispirate dal mausoleo di Galla Placidia di Ravenna. Sul muro oltre la porta è collocato un pannello in pietra scolpita. Nel XV secolo tutte le pitture murarie, soprattutto quelle più antiche, furono restaurate.